# Emma Solá de Solá
Emma Solá de Solá (Salta, Argentina, 29 de diciembre de 1894-ibídem, 2 de julio de 1984) fue una poetisa, novelista y docente argentina. 

## Biografía
Emma Solá de Solá es la autora del himno al Señor del Milagro y de otros célebres poemas. Realizó investigaciones sobre la historia del Señor y la Virgen del Milagro y redactó publicaciones para diarios y revistas.
Era hermana de la también escritora Sara Solá y del historiador Miguel Solá.

## Obras destacadas
- Himno al Señor del Milagro
- El agua que canta (poemario)
- El sendero y la estrella (poemario)
- Esta eterna inquietud (poemario)
- La madre del viento (leyendas y paisajes de montaña)
- Miel de la tierra (poemario)
- El alma de la noche (poemario)
- Antología del Milagro (selección y notas bio-bibliográficas)
- Hacia el Norte Argentino (novela)
- Chango y Mancha (novela)
- Poemas para las Tres canciones de cuna salteñas para canto y piano. Música de Matilde Patri Ed. Ricordi Americana, Buenos Aires, 1947.[2]